# Siniec (Srokowo)

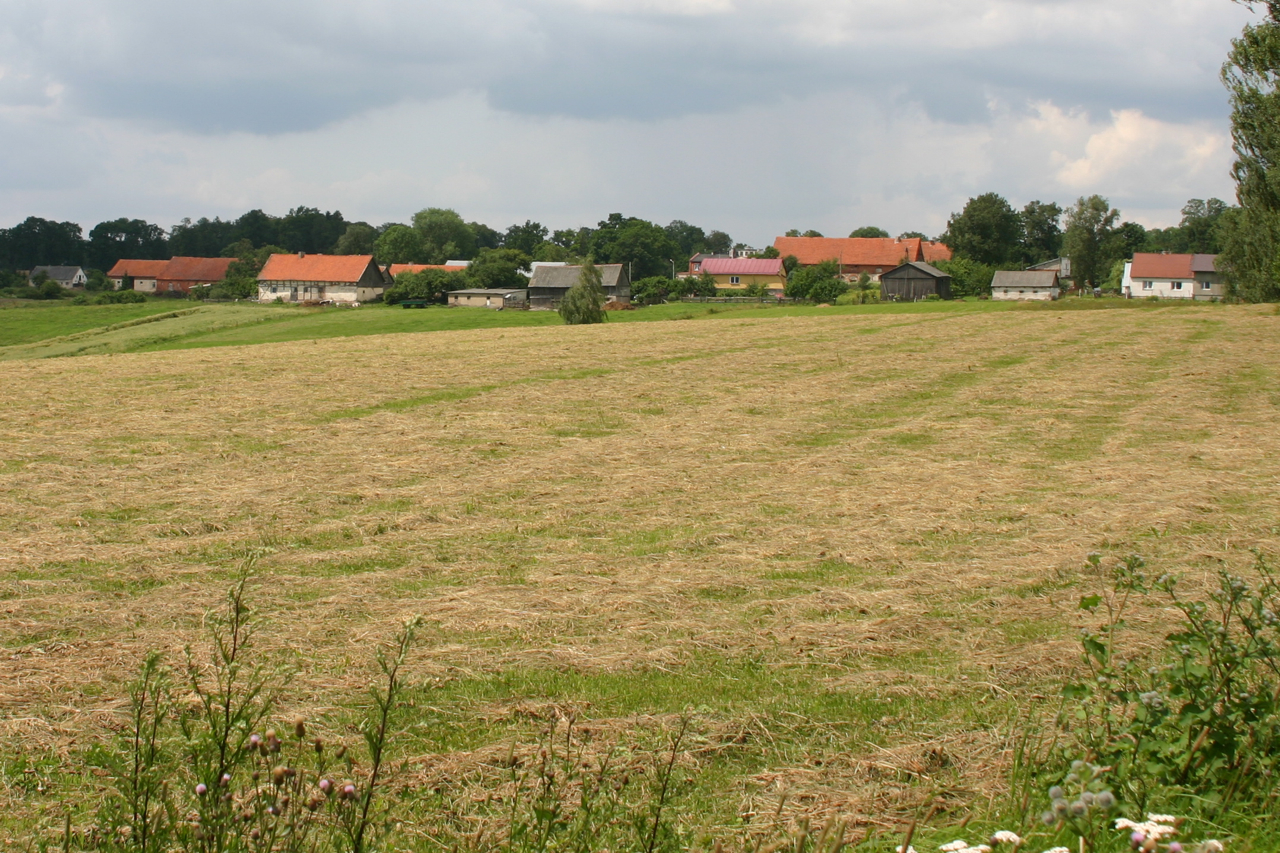
Siniec 2009

Siniec ([ˈɕiɲet͡s], deutsch Groß Blaustein (Gut), 1928 bis 1945  Blaustein) ist ein Dorf in Polen in der Woiwodschaft Ermland-Masuren. Es gehört zum Powiat Kętrzyński (Rastenburg) in der Landgemeinde Srokowo (Drengfurth). Der Ort ist Sitz eines Schulzenamtes (Sołectwo), zu welchem die Ortschaften Dolny Siniec (Groß Blaustein (Dorf)), Kąty (Langeneck), Różanka-Leśniczówka, Rypławki (Riplauken), Sińczyk-Leśniczówka (Klein Blaustein) und Siniec-Cegielnia (Ziegelei Groß Blaustein) gehören.

## Geographische Lage
Siniec liegt im Nordosten Polens, etwa 20 Kilometer südlich der Staatsgrenze zur russischen Oblast Kaliningrad, elf Kilometer nordöstlich der Kreisstadt Kętrzyn (deutsch Rastenburg). Unweit des Dorfes befindet sich der Siniec-See.

## Geschichte

### Ortsname
Der erste erwähnte Name des Ortes lautete Plawenstein. Der Name geht auf den Prokurator Rastenburgs (Kętrzyn) Heinrich von Plauen zurück. Später änderte sich der Name in Blaustein und wurde auf einen bläulich schimmernden Granitstein zurückgeführt, welcher unweit des Dorfes im Wald liegt. Von dieser Namensdeutung leitet sich auch der polnische Name ab. Hier bedeutet siny blau/bläulich.

### Ortsgeschichte
Das heutige Siniec wurde Ende des 14. Jahrhunderts mit einer zugehörigen Fläche von 50 Hufen angelegt. Von Bedeutung für Groß Blaustein waren das große Gut und eine Ziegelei.
Am 30. April 1874 wurde Gut Groß Blaustein Amtsdorf und damit namensgebend für einen Amtsbezirk, der bis 1945 bestand und zum Kreis Rastenburg im Regierungsbezirk Königsberg in der preußischen Provinz Ostpreußen gehörte.
Am 30. September 1928 schlossen sich die Landgemeinde Groß Blaustein (Dorf) (polnisch: Dolny Siniec) und die Gutsbezirke Groß Blaustein (Siniec), Langeneck (Kąty) sowie Klein Blaustein (Sińczyk-Leśniczówka) aus dem Gutsbezirk Wehlack (Skierki) zur neuen Landgemeinde Blaustein zusammen.
1945, am Ende des Zweiten Weltkrieges, marschierte die Rote Armee in die Gegend ein. Als Folge des Krieges wurde Blaustein Teil der Volksrepublik Polen. 1945 wurde der Ort in Kamienna (Steinig) umbenannt und erhielt 1946 seinen heutigen Namen Siniec. 1970 gab es eine achtklassige Grundschule, einen Bibliothekspunkt sowie ein Kino mit 50 Plätzen. Ab 1973 war das Dorf Teil der Gemeinde Srokowo.

### Einwohnerzahlen
Nachfolgend die graphische Darstellung der Einwohnerentwicklung.

### Amtsbezirk Blaustein (1874–1945)
Zum Amtsbezirk Blaustein gehörten anfangs drei Dörfer. Nach Auflösung des Nachbaramtsbezirks Alt Rosenthal (polnisch: Stara Różanka) wurde das Amtsdorf nach Blaustein eingegliedert. Strukturveränderungen beließen die Zahl der Orte schließlich wieder bei drei:
| Deutscher Name         | Polnischer Name | Bemerkungen                      |
| ---------------------- | --------------- | -------------------------------- |
| Groß Blaustein (Dorf)  | Dolny Siniec    | 1928 nach Blaustein eingemeindet |
| Groß Blaustein (Gut)   | Siniec          | 1928 in Blaustein aufgegangen    |
| Nowa Różanka           | Neu Rosenthal   |                                  |
| ab 1905: Langeneck     | Kąty            | 1928 nach Blaustein eingemeindet |
| ab 1929: Alt Rosenthal | Stara Różanka   |                                  |

Am 1. Januar 1945 bilden den Amtsbezirk Blaustein die Orte: Alt Rosenthal, Blaustein und Neu Rosenthal.

## Kirche

### Evangelisch

#### Kirchengeschichte
Bereits in vorreformatorischer Zeit war Groß Blaustein selber Kirchort. Zu Beginn des 16. Jahrhunderts hielt hier die reformatorische Lehre Einzug, wobei die Gottesdienste zwischen 1662 und 1739 auch in polnischer Sprache gehalten wurden. Der Unterhalt der Kirche überstieg dann jedoch die finanziellen Möglichkeiten der Gemeinde, und so wurde das Gotteshaus im Jahre 1765 abgerissen. Die Glocken wurden nach Schwarzstein (polnisch Czerniki) im Kreis Rastenburg gebracht. Bis 1945 war Groß Blaustein resp. Blaustein nach Schwarzstein in der Kirchenprovinz Ostpreußen der Kirche der Altpreußischen Union eingepfarrt. Heute gehört Siniec zur Johanneskirche Kętrzyn mit der Filialkirche Srokowo in der Diözese Masuren der Evangelisch-Augsburgischen Kirche in Polen.

#### Pfarrer
An der Kirche in Groß Blaustein amtierten die Geistlichen:
- Friedrich Gerholtz, 1666
- Friedrich Arwinski, 1673–1729
- Albert Czwalina, 1730–1739

sowie von Schwarzstein aus:
- Daniel Groß, 1739–1744
- Jacob Kaminski, 1745–1765.

### Katholisch
Bis 1945 war (Groß) Blaustein der katholischen St. Katharina in Rastenburg im damaligen Bistum Ermland zugehörig. Heute ist Siniec in die Pfarrei Srokowo im jetzigen Erzbistum Ermland eingegliedert.

## Verkehr

### Straße
Das Dorf liegt an der Woiwodschaftsstraße DW 650 von Stara Różanka (Alt Rosenthal) im Westen und Srokowo (Drengfurth)im Norden. Beide Orte sind etwa acht Kilometer von Siniec entfernt.  In Stara Różanka mündet die Woiwodschaftsstraße 650 in die Woiwodschaftsstraße DW 591 (ehemalige deutsche Reichsstraße 141). Aus den Nachbarorten führen mehrere Nebenstraßen und Landwege geradezu sternförmig nach Siniec.

### Schiene
Über eine eigene Bahnstation verfügt Siniec nicht. Die nächste Bahnstation befindet sich im elf Kilometer südlich gelegenen Kętrzyn, wo es Direktverbindungen nach Korsze (Korschen) bzw. Ełk (Lyck) und Białystok gibt.

### Luft
Der nächstgelegene internationale Flughafen ist der Flughafen Kaliningrad, der sich etwa 100 Kilometer nordwestlich auf russischem Hoheitsgebiet befindet. Der nächste internationale Flughafen auf polnischem Staatsgebiet ist der etwa 200 Kilometer westlich befindliche Lech-Wałęsa-Flughafen Danzig.

## Persönlichkeiten

### Mit dem Ort verbunden
- Johann von Klingsporn (1605–1685), kurbrandenburgischer Oberst und Regimentskommandeur, Erbherr auf Groß- und Klein Blaustein
- Julius Rudolph von Klingsporn († nach 1794), preußischer Oberst, Erbherr auf Groß- und Klein Blaustein
- Hans Birth (1887–1961), Lehrer und Politiker (SPD), war von 1919 bis 1923 Lehrer in Groß Blaustein

## Verweise